# Astragalus rytidocarpus
Astragalus rytidocarpus är en ärtväxtart som beskrevs av Carl Friedrich von Ledebour. Astragalus rytidocarpus ingår i släktet vedlar, och familjen ärtväxter. Inga underarter finns listade i Catalogue of Life.